# Quận Franklin, Alabama
Quận Franklin là một quận thuộc tiểu bang Alabama, Hoa Kỳ. Quận được đặt tên theo Benjamin Franklin, một nhà chính trị, khoa học nổi tiếng. Dân số theo điều tran năm 2000 là 30.847 người. Quận lỵ là Russellville, quận này là một quận khô.